# ジャパンポンポン
ジャパンポンポンは、日本の高齢者によるチアリーディングチームである。

## 歴史
1996年、アメリカ合衆国・アリゾナ州で高齢者を対象としたシニアチアリーディングチーム「サンシティポンズ」があることを知った代表者・滝野文恵（結成当時64歳）が、日本へ帰国後、青山学院大学の学生のチアリーダーをコーチに迎えて結成。当初は5人でスタートした。1999年、週刊雑誌の掲載を皮切りに各種マスメディアに取り上げられるようになった。チーム名はチアリーディングの必需品である楽器の一つ・ポンポンに由来し、ステージや練習でも必ず使用している。
2002年、結成7周年を記念したユニセフチャリティーのチアパフォーマンスショーを初開催。2005年には人員増強のためのオーディションを行い、20人以上のメンバーとなる大所帯となり、チームを「プラチナ」「シルバー」の2班編成に一新させる。2009年、結成15周年へ向けて1チーム編成に戻す。
2015年、20周年を迎え、平均年齢70歳、メンバーの大半も70代を超える。この年、北区王子・北とぴあで行われたチアパフォーマンスチャリティーショーで800席をほぼ満員にする大盛況を見せ、また高校生の和太鼓チームや、早稲田大学のチアリーディングチーム・ショッカーズとのコラボレーションも行う。
2017年、滝野が著書「85歳のチアリーダー」ISBN 4594077552 を扶桑社より上梓。台湾（中華民国）にて海外公演を行う。
2020年の新型コロナウィルスにより、大々的な公演や活動ができなくなるも、2022年に本来は2020年の25周年記念で行う予定だったチャリティーショーを2年延期の27周年記念として改めて開催した。この時は会場の750席が満員となる大盛況を見せ、収益金（入場料の一部と寄付金）合計70万円が、開催地の江戸川区の子ども食堂の運営費に寄贈された。2023年現在、91歳の滝野を筆頭に、最年少で57歳。80歳のメンバーも3人在籍している。

## 入会資格
1. 55歳以上の女性
2. 自称、容姿端麗であること

## 活動歴・出演歴
- 活動記録参照